# 大野元美
大野 元美（おおの もとよし、1912年〈大正元年〉11月17日 - 1982年〈昭和57年〉4月19日）は、日本の政治家、実業家。埼玉県川口市長（第8・9・10・11・13・14代）。長男はライオンズクラブ国際理事やゼネラル・サービス代表取締役社長を務めた大野元昭。孫は第61代埼玉県知事の大野元裕。

## 来歴
埼玉県北足立郡川口町（現・川口市）出身。父は元川口市会議員の大野元次郎。1933年（昭和8年）3月、明治大学専門部商科を卒業。大野電機鋳造所社長に就任。
埼玉県水泳連盟会長、県教育委員、川口市議会議員などの公職を経て、1957年（昭和32年）2月から1972年（昭和47年）4月までの4期、1976年（昭和51年）5月から1981年（昭和56年）4月までの2期、通算6期22年の長きにわたり川口市長を務めた。市長（第1次）在任中は、川口自由民主党（現・自民党川口支部）を組織した。
4期目途中の1972年、川口市長を辞任。栗原浩埼玉県知事の後継として埼玉県知事選挙に自民党から立候補し、日本社会党出身で衆議院議員を辞任して立候補した畑和に敗れた。その後の1976年（昭和51年）川口市長選挙に再度立候補し、復帰当選を果たした。1981年4月、病のため市長を退任した。
1982年4月に69歳で没。市民葬が執り行われた。
2012年（平成24年）11月16日、生誕100周年を記念してその功績をたたえるイベントが行われた。

## 受章歴など
- 1971年 - 藍綬褒章
- 1981年 - 川口市名誉市民[4]